# کراسنویاروو (استان آمور)
کراسنویاروو (به لاتین: Krasnoyarovo) یک منطقهٔ مسکونی در روسیه است که در استان آمور واقع شده‌است.